# Zlaté pravidlo
Zlaté pravidlo je jednoduchá zásada vzájemnosti v jednání mezi lidmi:
- „Co nechceš, aby ti jiní činili, nečiň ty jim.“ (Bible, Tob 4,15)
- „Jak chcete, aby lidé jednali s vámi, tak jednejte vy s nimi.“ (Bible, Lk 6,31, srov. Mt 7,12)

Po vzoru tohoto Zlatého pravidla se někdy nazývají „zlaté pravidlo“ také základní zásady pro různé dílčí oblasti vědy, ekonomie atd.

## Význam
Zlaté pravidlo vyjadřuje lidskou zkušenost, že základem dobrých vztahů je schopnost představit si sebe sama na místě druhého. Aby se dítě mohlo zařadit do lidské společnosti (socializace), musí se zbavit přirozené sebestřednosti a svá jednání korigovat s ohledem na druhé. Jako všichni živočichové, je i člověk vybaven instinktem sebezáchovy a sebeprosazování, který ovšem u společensky žijících živočichů vede ke konfliktům. Mladý živočich při nich naráží na silnější a naučí se jim případně ustoupit; tak vzniká uspořádání, které popsal holandský etolog Nikolaas Tinbergen jako „klovací řád“.
Pro lidské společnosti ovšem toto rozřaďovací „uspořádání“ rozhodně nestačí a Zlaté pravidlo vyžaduje, aby se člověk dovedl už předem podívat na své jednání tak, jak se dívá na jednání druhých. Elementární představu „spravedlnosti“ jako vzájemnosti, „půjčky na oplátku“ (anglické tit for tat), znají i malé děti a své násilnosti často ospravedlňují tím, že ten druhý si začal. Z tohoto hlediska je třeba rozlišit obě uvedené formulace Zlatého pravidla: zatímco první z nich otázku „kdo si začal“ neřeší a jen vyžaduje, jakého jednání se člověk má zdržet, druhá vyžaduje, aby člověk sám jednal tak, jak si přeje, aby jednali ostatní. Někdy se hovoří o pasivní a aktivní formě Zlatého pravidla, která je podstatně silnější, to jest náročnější.

## Pasivní a aktivní varianta
Můžeme si všimnout, že existují v podstatě dvě varianty tohoto pravidla: aktivní, která vybízí k dobrému jednání (Bible, Lk 6,31, Mt 7,12), a pasivní, které vybízí jen k nedělání nedobrého jednání (prakticky všechny ostatní formulace, včetně Kantova kategorického imperativu).

## Původ
Různé formy Zlatého pravidla se vyskytují v mnoha kulturách a nelze stanovit, která je původnější.
- „Nedělej druhým, co nechceš, aby dělali tobě.“ (Konfucius, Analekta 15,23)
- „To, co vyčítáš svému bližnímu, sám mu nedělej.“ (Pittakos z Mytilény, jeden ze Sedmi mudrců)
- „Nečiň jiným, co by tě zlobilo, kdyby učinili tobě.“ (Sókratés)
- „Nechci sám dělat, co bych na druhém káral, nakolik je to v mé moci.“ (Meandros ze Samu, podle Hérodota, Dějiny, III, 142)
- „Nebudeš se mstít synům svého lidu a nezanevřeš na ně, ale budeš milovat svého bližního jako sebe sama. Já jsem Hospodin.“ (Bible, Lv 19,18)
- „Cokoli je ti proti mysli, nečiň ani druhým.“ (Zoroastrický spis Šajast-na-Šajast, 13,29)
- „Člověk se nemá vůči druhým chovat způsobem, který je mu samému proti mysli. To je jádro vší morálky. Všechno ostatní plyne ze sobecké žádostivosti.“ (Mahábhárata. Anušásana parva, 113,8)
- „Co nechceš, aby ti jiní činili, nikomu nečiň. To je celá Tóra, všechno ostatní je jen komentář.“ (Talmud, Šabbat 31a)
- "Nikdo z vás nemá víru, dokud nebude přát bližnímu svému to, co přeje sám sobě". (Mohamed, sahíh Muslim)

## Kritika Zlatého pravidla
Zlaté pravidlo je praktická zásada a patří spíše do oblasti osvědčené „moudrosti“ než filosofie v pravém slova smyslu. Kritiky jsou v zásadě dvojího druhu:
- Detailní námitky hledají spíše výjimečné situace, kdy Zlaté pravidlo selhává. Lidé např. mohou mít velmi různé představy žádoucího a kdyby je aplikovali na druhé, mohli by se mýlit. Také může mít vliv odlišnost společenského postavení a sociální role: policista by podle toho nemohl uložit pokutu, protože si sám nepřeje být pokutován. To je ovšem nedorozumění: Zlaté pravidlo se týká lidských, nikoli služebních a administrativních vztahů.
- Zásadní kritiku vyjádřil Immanuel Kant: zlaté pravidlo je podle něho čistě empirické a nemůže tudíž být pro všechny lidi závazné. To se Kant pokusil napravit svým kategorickým imperativem, který ovšem předpoklad shodnosti lidských přání obsahuje v daleko silnější podobě: mám jednat tak, abych si mohl přát, aby se princip mého jednání stal obecným zákonem pro všechny.[2] Kant ale uvažoval o zlatém pravidle jako jediné zásadě. Budeme-li uvažovat o biblické variantě, tak v Bibli je zlaté pravidlo součástí několika dalších zásad, které vytvářejí komplexní rámec, a který by měl Kantovu kritiku eliminovat.